# Giovanni Gigliozzi
Giovanni Gigliozzi (Roma, 13 giugno 1919 – Roma, 24 febbraio 2007) è stato uno scrittore, giornalista e regista radiofonico italiano.

## Biografia
Nato nella capitale nel 1919, assunto presso la sede radiofonica dell'EIAR di Roma nel 1938 come giornalista e critico, Giovanni Gigliozzi fu autore e regista di popolari trasmissioni radiofoniche trasmesse dalla sede regionale romana della Rai, quali Radio Campidoglio. Settimanale di vita romana (1947-1952) e Campo de' Fiori (1956-1974) che videro la partecipazione di noti attori della rivista e del teatro romano, tra cui Fiorenzo Fiorentini (er sor Du' Fodere), Checco Durante, Elio Pandolfi, Antonella Steni, Gisella Monaldi (la sora Tuta), Isa Di Marzio (Orazio Pennacchioni).
Autore di diverse pubblicazioni, prevalentemente biografie di personaggi storici, vita romana ed opere di soggetto religioso (Gigliozzi era un devoto di Padre Pio), tradusse il romanzo I sotterranei del Vaticano di André Gide, per la Newton Compton Editori e curò varie prefazioni e introduzioni.
Collaborò alla sceneggiatura di due film di Enzo Trapani Viva il cinema!, del 1952 e Viva la rivista!, del 1953, e poi a quella di Giarrettiera Colt, del 1968, diretto da Gianni Rocco.
Cugino di un caduto nell'eccidio delle Fosse Ardeatine, Romolo Gigliozzi, nel 1974 venne eletto presidente dell'ANFIM, Associazione nazionale famiglie italiane martiri caduti per la libertà della patria.
Gigliozzi fu, inoltre, presidente del Centro diocesano di teologia per laici. Morto nel 2007, a ottantasette anni, è sepolto nel cimitero Flaminio di Roma.

## Prosa radiofonica EIAR
- Emi e la strada, radiodramma di Giovanni Gigliozzi, trasmesso nel 1942.
- La strada dei re , di Giovanni Gigliozzi, regia di Guglielmo Morandi, trasmessa il 24 gennaio 1943.

## Prosa radiofonica Rai
- Incontro conn l'angelo, atto unico di Giovanni Gigliozzi, musiche di Gino Modigliani, regia di Pietro Masserano Taricco, trasmesso  18 febbraio 1947.
- E' Natale ogni sabato sera, radiofantasia di Giovanni Gigliozzi, regia di Nino Meloni, trasmessa il 25 dicembre 1947.
- Il tallone di Achille, un atto di Giovanni Gigliozzi, regia di Anton Giulio Majano (1948)
- Il lampionaio, radiocommedia di Giovanni Gigliozzi, regia di Guglielmo Morandi, trasmessa il 22 ottobre 1948.
- Il fiore azzurro, radiofantasia di Giovanni Gigliozzi e Luciano Folgore, trasmessa il 25 giugno 1950.

## Programmi radiofonici Rai

1951: Il sindaco di Roma, Salvatore Rebecchini, (quinto da destra), incontra gli artisti di Radio Campidoglio. Gigliozzi è il secondo da destra

- Radio Campidoglio, settimanale domenicale di vita romana, trasmissione locale di Roma e del Lazio in onda dal 1945.
- Poesie di ogni tempo, Dante e Beatrice, programma a cura di G. Gigliozzi, trasmesso il 31 marzo 1947.
- La cicogna natalina, radioviaggio in tre tempi di Giovanni Gigliozzi, trasmesso il 7 maggio 1949.
- Meditazioe sopra le stimmate di Santa Caterina, oratorio per mezzo soprano e orchestra, testo di G. Gigliozzi, musica di Gino Modigliani, trasmesso il 14 settembre 1949.
- Cavalcata radiofonica, 25 anni della Radio in Italia, a cura di Giovanni Gigliozzi, e Riccardo Morbelli, trasmessa il 6 ottobre 1949.
- Gesù a Nazareth, radiomistero di Giovanni Gigliozzi, musiche di Dante Alderighi, regia di Alberto Casella, trasmessa il 23 marzo 1950.
- Cararai, presentato da Giovanni Gigliozzi e Rosalba Oletta, regia di Gennaro Magliulo (1974-1976)
- Qui radio 2, presentato da Giovanni Gigliozzi e Anna Leonardi, regia di Paolo Filippini (1976-1978)
- In diretta dal Caffè Greco, da via Condotti in Roma, regia di Nella Cirinnà (1980-1981)

## Programmi televisivi Rai
- Vecchia Roma, antologia poetica di Ghigo De Chiara e Giovanni Gigliozzi, regia di Pietro Turchetti, trasmessa il 27 aprile 1954.

## Opere
- La moglie di San Pietro, Firenze, Vallecchi, 1958.
- I monili dello sposo. Vita di p. Pio da Pietrelcina, Roma, Centro volontari della sofferenza, 1958.
- Ascoltala, è tua madre, Torino, Poligrafiche riunite, 1960.
- La storia più bella del mondo, Torino, ERI, 1961.
- L'arco della ciambella, Milano, RF, 1976.
- Lilla del Portico, Milano; Roma, Nuova cartia, 1978.
- La conversione del Papa , Roma, Bietti, 1979.
- Francesco e la Povera Dama. Chiara d'Assisi. Il romanzo di una vita,  2. ed., Roma, Newton Compton, 1984.
- Anita. Una grande storia d'amore. L'avventurosa e sconosciuta biografia della prima moglie di Giuseppe Garibaldi, Roma, Newton Compton, 1986.
- Gesù di Nazareth. La storia più bella del mondo, Roma, Bibliotheca fides, 1987.
- A Roma una strada ..., Roma, Newton Compton, 1989.
- Caterina mia figlia. Vita, morte e miracoli di Caterina da Siena, patrona d'Italia, Roma, Newton Compton, 1991.
- Gemma Donati la moglie di Dante, Roma, Newton & Compton, 1997. ISBN 88-8183-612-2.
- Le regine d'Italia. La bella Rosina regina senza corona, Margherita l'ammaliatrice, Elena la casalinga, Maria José la regina di maggio, Roma, Newton & Compton, 1997. ISBN 88-8183-858-3.
- Aiuto! Ho sbagliato città. Cronache del Cairo nord, con Fabio Della Seta, Roma, A. Stango, 1999. ISBN 88-87274-35-5.
- La canzone romana. Storie e protagonisti del mondo musicale romano di un secolo, dai primi stornelli al sor Capanna, da Romolo Balzani ad Antonello Venditti,  Roma, Tascabili economici Newton, 1999. ISBN 88-8289-130-5.
- ...e padre Pio mi disse... La vita e il messaggio del frate di Pietrelcina attraverso la toccante testimonianza di uno degli uomini a lui più vicini, Roma, Newton & Compton, 2001. ISBN 88-8289-544-0.
- Teatro e racconti 1936-1993, a cura di Alessandro Bracci, Roma, Aracne, 2004. ISBN 88-7999-878-1.

### Traduzioni
- Jean Giraudoux, La guerra di Troia non si farà, Roma, D. De Luigi, 1944.
- André Gide, I sotterranei del Vaticano, Roma, Newton, 1991.